# Ricordea florida
Ricordea florida är en korallart som beskrevs av Duchassaing och Giovanni Michelotti 1860. Ricordea florida ingår i släktet Ricordea och familjen Ricordiidae. Inga underarter finns listade i Catalogue of Life.